# Anagahalli, Shrirangapattana
Anagahalli là một làng thuộc tehsil Shrirangapattana, huyện Mandya, bang Karnataka, Ấn Độ.